# Kaňovice (ort i Tjeckien, Zlín)
Kaňovice är en ort i Tjeckien.   Den ligger i regionen Zlín, i den östra delen av landet, 260 km öster om huvudstaden Prag. Kaňovice ligger 256 meter över havet och antalet invånare är 271.
Terrängen runt Kaňovice är platt åt sydväst, men åt nordost är den kuperad. Kaňovice ligger nere i en dal. Runt Kaňovice är det ganska tätbefolkat, med 104 invånare per kvadratkilometer. Närmaste större samhälle är Zlín, 13,2 km norr om Kaňovice. Omgivningarna runt Kaňovice är en mosaik av jordbruksmark och naturlig växtlighet.